# Горюнов, Игорь Тимофеевич
И́горь Тимофе́евич Горюно́в (род. 1937) — советский и российский промышленный деятель, энергетик, кандидат технических наук.

## Биография
Родился 8 июня 1937 году в Грозном Чечено-Ингушской АССР.

### Образование
В 1954 году поступил в Московский энергетический институт, который окончил в 1960 году по специальности "инженер-промтеплоэнергетик".
В 1998 году защитил кандидатскую диссертацию на тему "Анализ, разработка и выбор оптимальных мероприятий по повышению экономической эффективности эксплуатации крупной энергосистемы".

### Деятельность
По окончании вуза, с 1960 по 1963 год, работал  инженером и старшим инженером Государственного проектного института «Гипрожир» (Москва). В 1963—1969 годах работал старшим инженером, затем заместителем начальника ПТО Главцентрэнерго Минэнерго СССР.
С 1969 года Игорь Тимофеевич работал в системе «Мосэнерго»:
- 1969—1971 годы – начальник филиала ТЭЦ-9 и ТЭЦ-8;
- 1971—1972 годы – главный инженер ТЭЦ-9, в 1972—1985 годах – директор ТЭЦ-9;
- 1985—1990 годы – заместитель управляющего Мосэнерго по капитальному строительству;
- С 30 октября 1990 года – главный инженер Мосэнерго;
- С 25 апреля 1994 года – первый вице-президент по управлению производством, с 31 мая 1995 года – первый вице-президент - главный инженер;
- С 26 июня 1996 года – главный инженер - первый заместитель генерального директора;
- С 20 ноября 2000 по 8 июля 2005 года – первый заместитель генерального директора – главный инженер.

Именно благодаря И. Т. Горюнову Московская энергосистема в минимальные сроки справилась с последствиями системной аварии 2005 года.
Членом КПСС был с мая 1967 года. Избирался в совет директоров АО «Мосэнерго».

## Награды
- Награждён орденом "Знак Почета" (1976) и медалями, в числе которых "За доблестный труд в ознаменование 100-летия со дня рождения В.И. Ленина" (1970), а также нагрудным знаком "Отличник энергетики и электрификации СССР", серебряной медалью ВДНХ СССР, почетными знаками "Ударник 9-й и 10-й пятилеток".
- Заслуженный ветеран труда Мосэнерго II степени, Заслуженный энергетик РФ (1996), Почетный энергетик Мосэнерго (2002).